# Dasineura caricis
Dasineura caricis är en tvåvingeart som först beskrevs av Jean-Jacques Kieffer 1901.  Dasineura caricis ingår i släktet Dasineura och familjen gallmyggor.
Artens utbredningsområde är Frankrike. Inga underarter finns listade i Catalogue of Life.